# Seznam medailistů na mistrovství světa – výška
Skok do výšky patří do programu mistrovství světa od prvního ročníku v roce 1983. U mužů je výkonem potřebným k medailovému umístění nejméně 230 cm, u žen pak dvoumetrová hranice.

## Rekordmani mistrovství světa v atletice

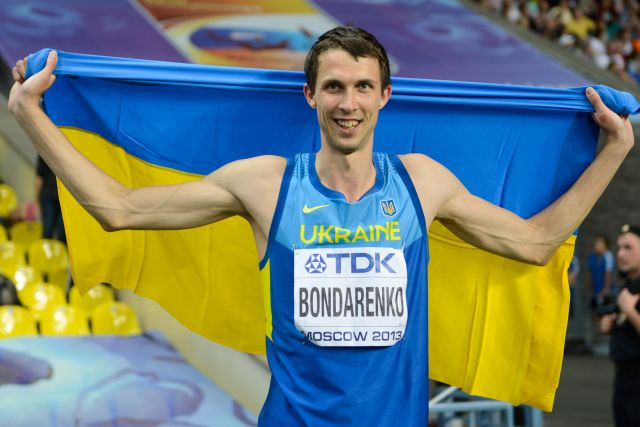
Muži -  Bohdan Bondarenko
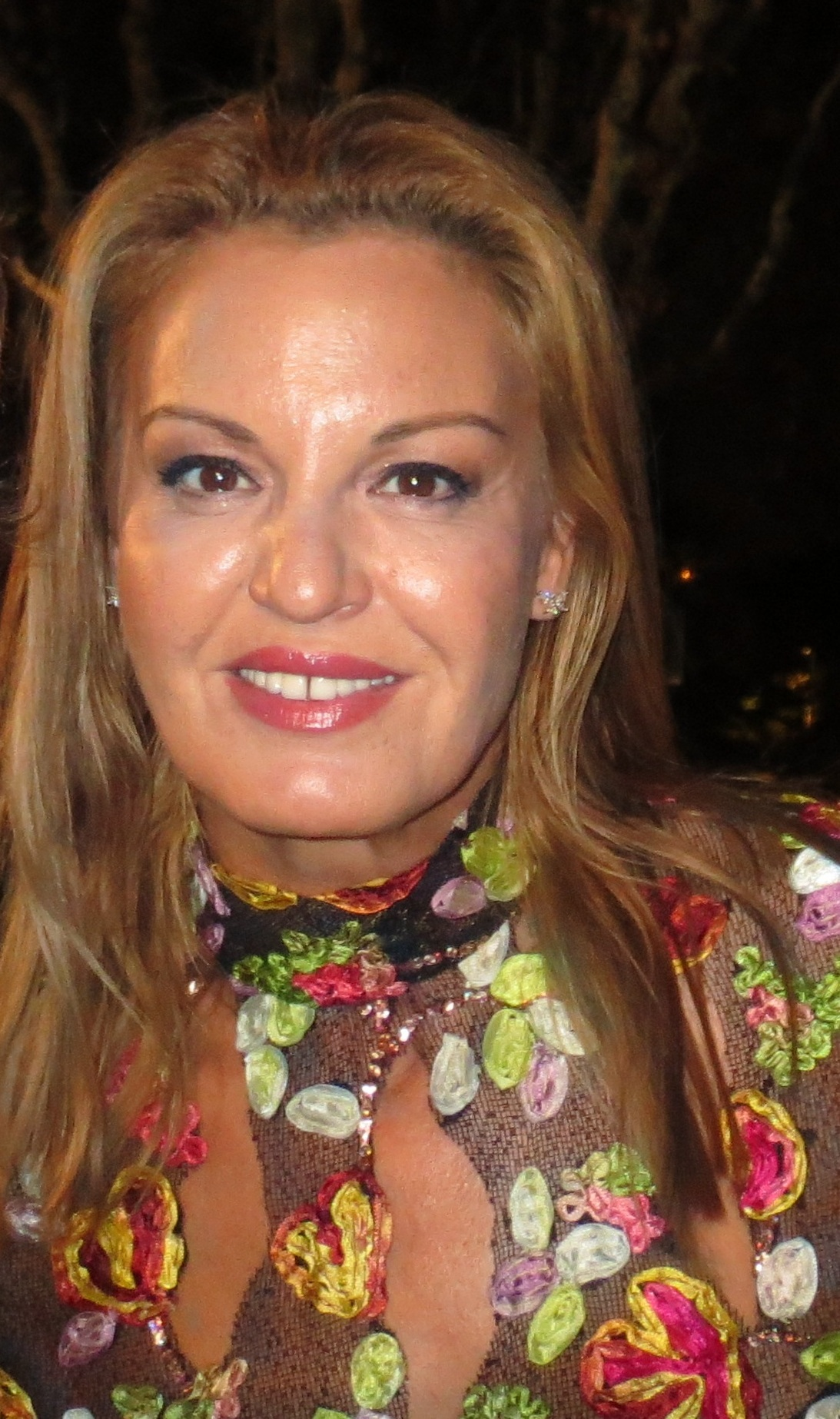
Ženy -  Stefka Kostadinovová

### Muži
| Rok     | Místo     | Zlato              | Výkon vítěze | Stříbro                            | Bronz                         |
| ------- | --------- | ------------------ | ------------ | ---------------------------------- | ----------------------------- |
| MS 1983 | Helsinky  | Gennadij Avdějenko | 232          | Tyke Peacock                       | Ču Ťien-chua                  |
| MS 1987 | Řím       | Patrik Sjöberg     | 238          | Igor Paklin Gennadij Avdějenko     | neudělena                     |
| MS 1991 | Tokio     | Charles Austin     | 238          | Javier Sotomayor                   | Hollis Conway                 |
| MS 1993 | Stuttgart | Javier Sotomayor   | 240          | Artur Partyka                      | Steve Smith                   |
| MS 1995 | Göteborg  | Troy Kemp          | 237          | Javier Sotomayor                   | Artur Partyka                 |
| MS 1997 | Athény    | Javier Sotomayor   | 237          | Artur Partyka                      | Tim Forsyth                   |
| MS 1999 | Sevilla   | Vjačeslav Voronin  | 237          | Mark Boswell                       | Martin Buss                   |
| MS 2001 | Edmonton  | Martin Buss        | 236          | Jaroslav Rybakov Vjačeslav Voronin | neudělena                     |
| MS 2003 | Paříž     | Jacques Freitag    | 235          | Stefan Holm                        | Mark Boswell                  |
| MS 2005 | Helsinky  | Jurij Krymarenko   | 232          | Víctor Moya Jaroslav Rybakov       | neudělena                     |
| MS 2007 | Ósaka     | Donald Thomas      | 230          | Jaroslav Rybakov                   | Kyriakos Ioannou              |
| MS 2009 | Berlín    | Jaroslav Rybakov   | 232          | Kyriakos Ioannou                   | Raúl Spank Sylwester Bednarek |
| MS 2011 | Tegu      | Jesse Williams     | 235          | Alexej Dmitrik                     | Trevor Barry                  |
| MS 2013 | Moskva    | Bohdan Bondarenko  | 241 – RMS    | Mutaz Essa Baršim                  | Derek Drouin                  |
| MS 2015 | Peking    | Derek Drouin       | 234          | Bohdan Bondarenko Zhang Guowei     | neudělena                     |
| MS 2017 | Londýn    | Mutaz Essa Baršim  | 235          | Danil Lysenko                      | Majd Eddin Ghazal             |
| MS 2019 | Dauhá     | Mutaz Essa Baršim  | 237          | Mikhail Akimenko                   | Ilja Ivaňuk                   |
| MS 2022 | Eugene    | Mutaz Essa Baršim  | 237          | U Sang-hjok                        | Andrij Procenko               |
| MS 2023 | Budapešť  | Gianmarco Tamberi  | 236          | JuVaughn Harrison                  | Mutaz Essa Baršim             |

### Ženy
| Rok     | Místo     | Zlato                 | Výkon vítěze | Stříbro                                 | Bronz                          |
| ------- | --------- | --------------------- | ------------ | --------------------------------------- | ------------------------------ |
| MS 1983 | Helsinky  | Tamara Bykovová       | 201          | Ulrike Meyfarthová                      | Louise Ritterová               |
| MS 1987 | Řím       | Stefka Kostadinovová  | 209 – RMS    | Tamara Bykovová                         | Susanne Beyerová               |
| MS 1991 | Tokio     | Heike Henkelová       | 205          | Jelena Jelesinová                       | Inga Babakovová                |
| MS 1993 | Stuttgart | Ioamnet Quinterová    | 199          | Silvia Costaová                         | Sigrid Kirchmannová            |
| MS 1995 | Göteborg  | Stefka Kostadinovová  | 201          | Alina Astafeiová                        | Inga Babakovová                |
| MS 1997 | Athény    | Hanne Hauglandová     | 199          | Olga Kaliturinová Inga Babakovová       | neudělena                      |
| MS 1999 | Sevilla   | Inga Babakovová       | 199          | Jelena Jelesinová                       | Světlana Lapinová              |
| MS 2001 | Edmonton  | Hestrie Cloete        | 200          | Inga Babakovová                         | Kajsa Bergqvistová             |
| MS 2003 | Paříž     | Hestrie Cloete        | 206          | Marina Kupcovová                        | Kajsa Bergqvistová             |
| MS 2005 | Helsinky  | Kajsa Bergqvistová    | 202          | Chaunte Howardová                       | Emma Greenová                  |
| MS 2007 | Ósaka     | Blanka Vlašičová      | 205          | Anna Čičerovová Antonietta Di Martinová | neudělena                      |
| MS 2009 | Berlín    | Blanka Vlašičová      | 204          | Anna Čičerovová                         | Ariane Friedrichová            |
| MS 2011 | Tegu      | Anna Čičerovová       | 203          | Blanka Vlašičová                        | Antonietta Di Martinová        |
| MS 2013 | Moskva    | Světlana Školinová    | 203          | Brigetta Barrettová                     | Ruth Beitiaová Anna Čičerovová |
| MS 2015 | Peking    | Marija Kučinová       | 201          | Blanka Vlašičová                        | Anna Čičerovová                |
| MS 2017 | Londýn    | Marija Lasickeneová   | 203          | Julija Levčenková                       | Kamila Lićwinková              |
| MS 2019 | Dauhá     | Marija Lasickeneová   | 204          | Jaroslava Mahučichová                   | Vashti Cunninghamová           |
| MS 2022 | Eugene    | Eleanor Pattersonová  | 202          | Jaroslava Mahučichová                   | Elena Vallortigaraová          |
| MS 2023 | Budapešť  | Jaroslava Mahučichová | 201          | Eleanor Pattersonová                    | Nicola Olyslagersová           |